# Robiel Yankiel Sol
Robiel Yankiel Sol Cervantes (1 de mayo de 2003) es un deportista cubano que compite en atletismo adaptado. Ganó dos medallas en los Juegos Paralímpicos de Verano, oro en Tokio 2020 y oro en París 2024.

## Palmarés internacional
| Juegos Paralímpicos | Juegos Paralímpicos | Juegos Paralímpicos | Juegos Paralímpicos   |
| Año                 | Lugar               | Medalla             | Prueba                |
| ------------------- | ------------------- | ------------------- | --------------------- |
| 2020                | Tokio (Japón)       | Medalla de oro      | Salto de longitud T47 |
| 2024                | París (Francia)     | Medalla de oro      | Salto de longitud T47 |